# Нинфо (Вибо Валенција)
Нинфо је насеље у Италији у округу Вибо Валенција, региону Калабрија.
Према процени из 2011. у насељу је живело 113 становника. Насеље се налази на надморској висини од 1001 м.